# Нідероршель
Нідероршель (нім. Niederorschel) — громада в Німеччині, розташована в землі Тюрингія. Входить до складу району Айхсфельд. Складова частина об'єднання громад Айхсфельдер-Кессель.
Площа — 19,54 км2. Населення становить 5498 ос. (станом на 31 грудня 2021).

## Галерея

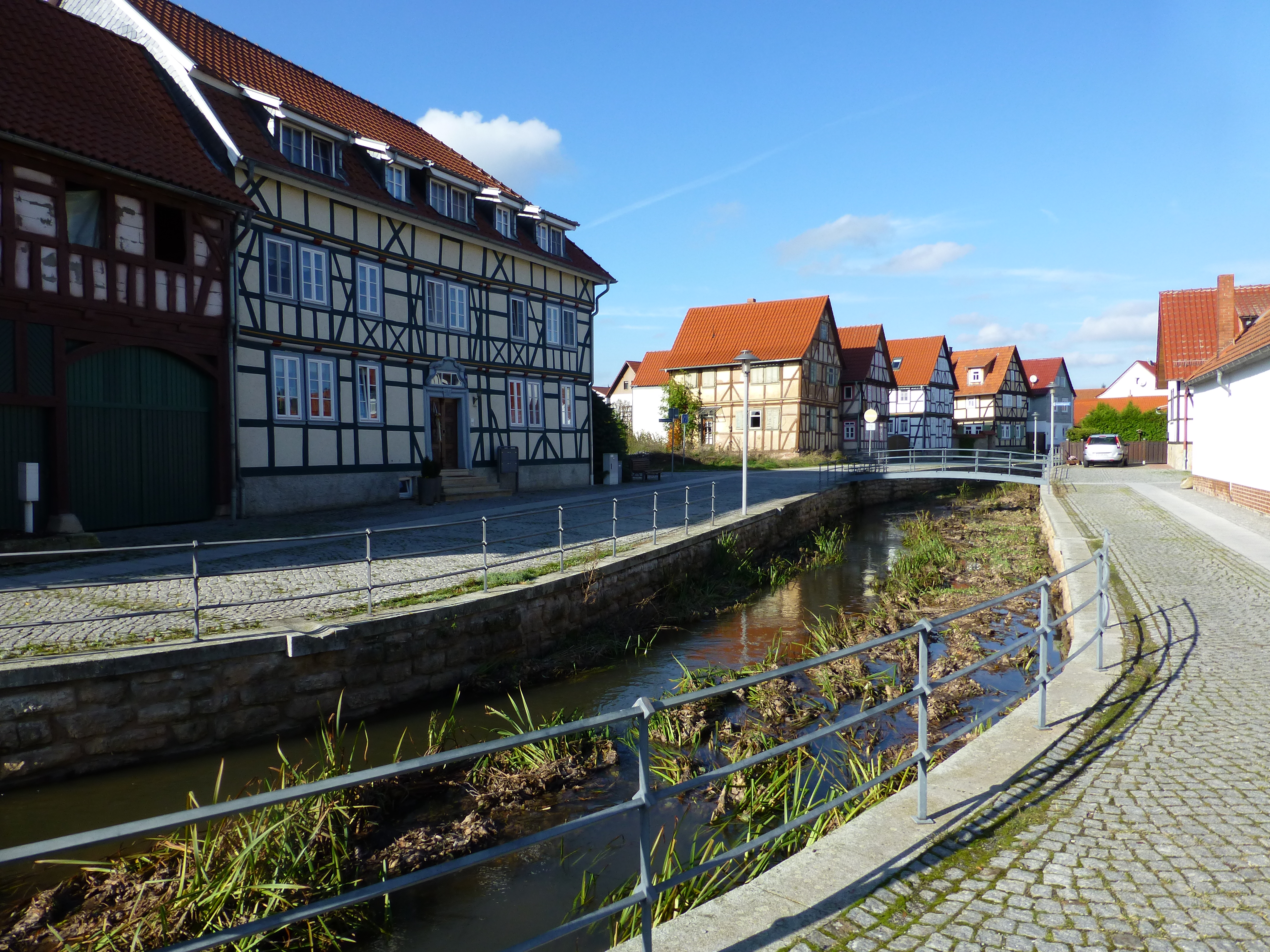
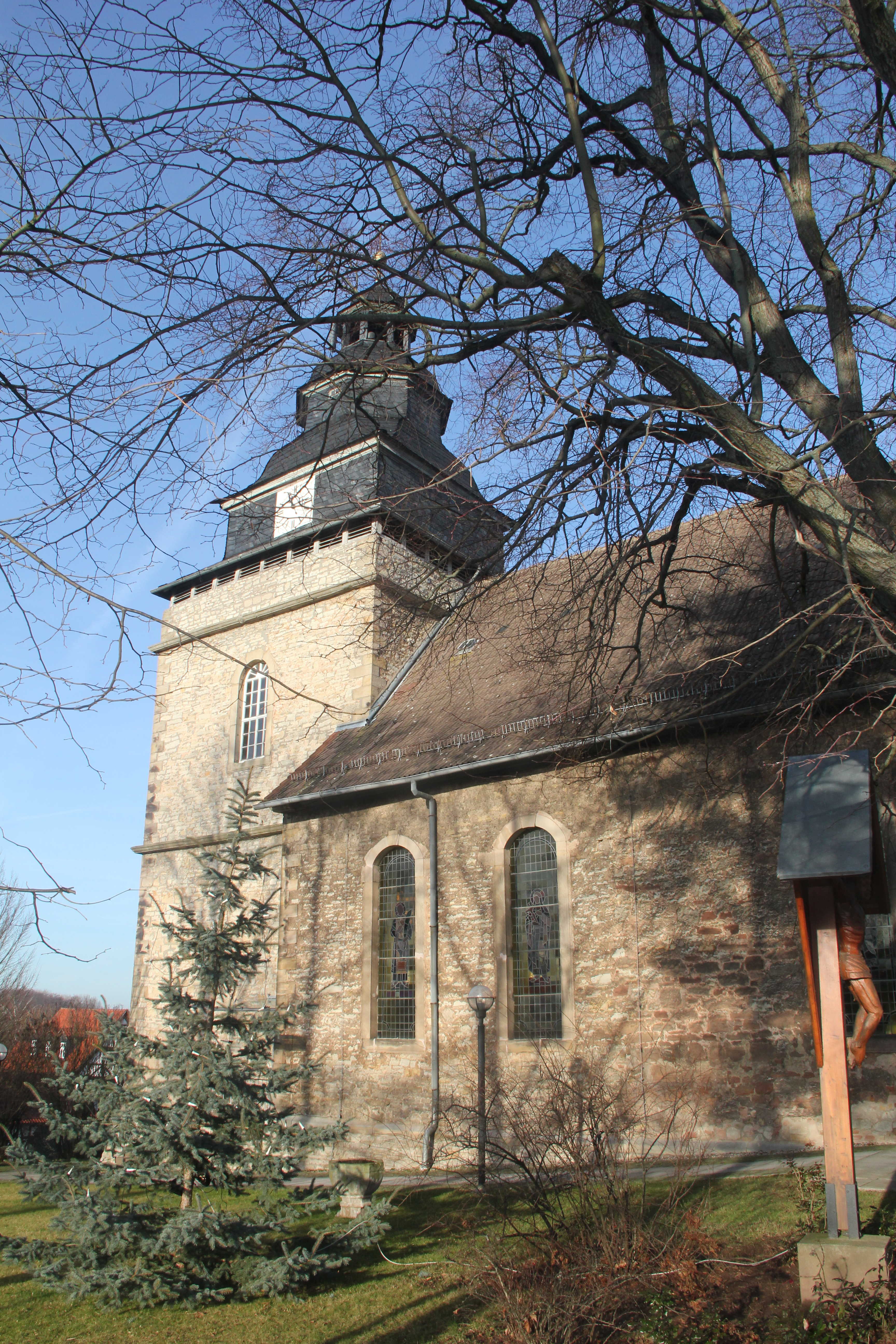